# Tanaka Shōsuke
Pour les articles homonymes, voir Tanaka.
Tanaka Shōsuke (田中勝助, on trouve aussi 田中勝介) était un important technicien et commerçant en métaux de Kyoto Japon du début du XVIIe siècle. Selon les archives japonaises (駿府記), il était un représentant du grand marchand d'Osaka Shosaburo Goto (後藤少三郎). Il est connu comme étant le premier Japonais à poser le pied en Amérique, au Mexique, en 1610 depuis le San Buena Ventura (bien que certains Japonais, comme Christopher et Cosmas ont navigué sur l'océan Pacifique sur des galions espagnols dès 1587.)

## Délégation japonaise au Mexique
Revenant au Japon en 1611, il repart pour les Amériques en 1613 avec l'ambassade de Tsunenaga Hasekura. Au total, il accomplit ainsi deux voyages entre le Japon et les Amérique et participe à l'établissement de relations commerciales et diplomatiques entre le Japon et l'empire espagnol.
L'historien aztèque Chimalpahin Quauhtlehuanitzin note dans son journal (Annals of his time) les visites des délégations japonaises au Mexique de 1610 et 1614, dirigées respectivement par Shōsuke Tanaka et Tsunenaga Hasekura.